# 宁铜铁路
宁铜铁路自江苏省南京至安徽省铜陵，全长208公里。宁铜铁路在南京与京沪铁路相连，在芜湖与淮南铁路、皖赣铁路相连，在铜陵与庐铜铁路、铜九铁路相连。宁铜铁路中南京西站至火龙岗站段又称宁芜铁路。宁铜铁路是联接皖南至华东的重要交通干线。

## 路線資料
- 經營管轄：中国铁路上海局集团
- 路線距離：208 公里
- 軌距：1,435毫米
- 車站數：32（含起訖車站）
- 開業時間：1922年1月14日
- 雙線區間：毛耳山=八里湾 66km
- 閉塞方式：電氣路牌閉塞
- 電化區間：塔桥=八里湾 29km
- 最大纵坡：13.8‰
- 最小曲线半径：320m
- 到发线长：425-600m不等

## 历史

### 筹划与建设

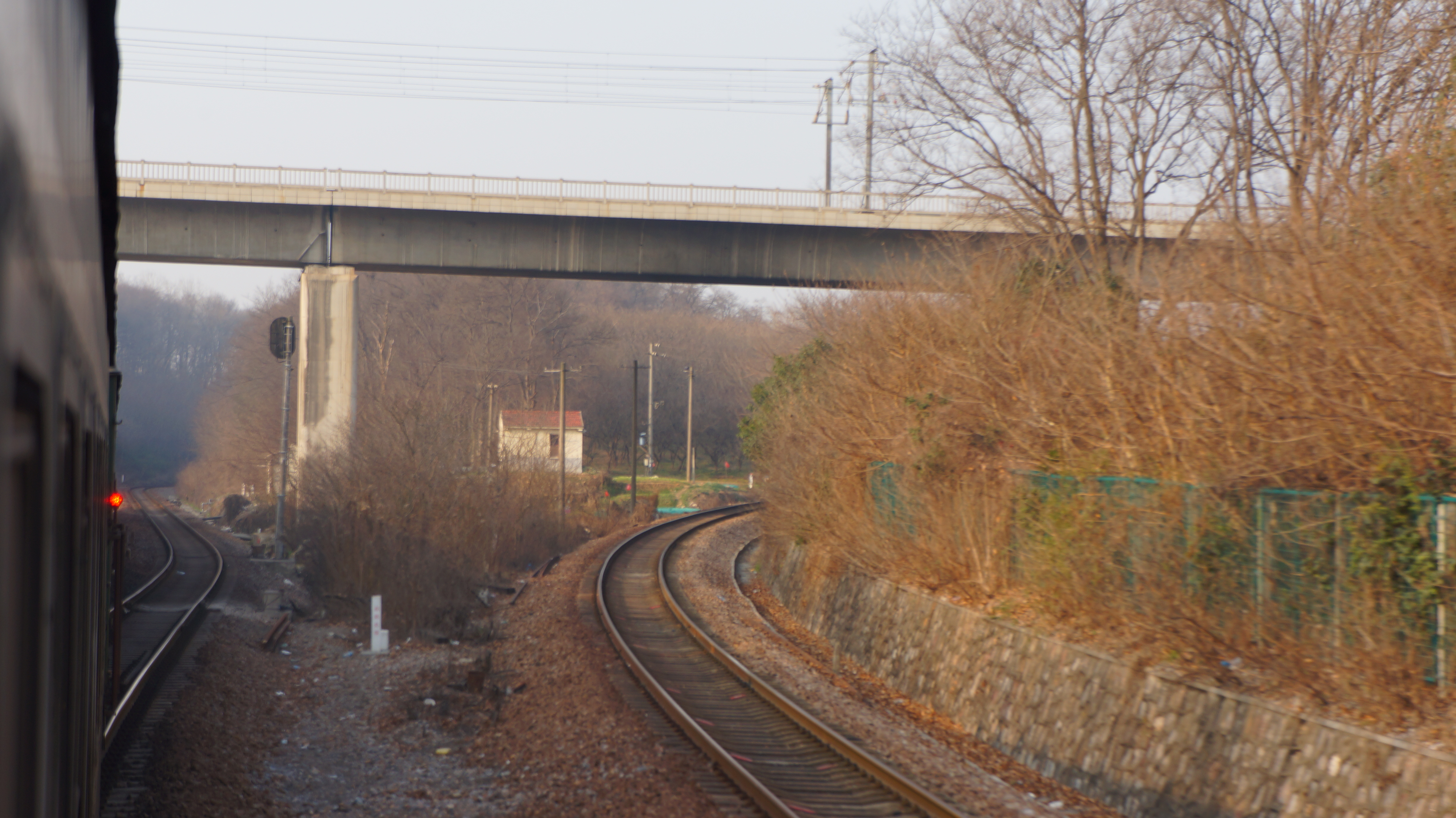
宁芜铁路南京东联络线（原尧化门）联络线

宁芜铁路，原为商办江南铁路公司于1934年在芜湖陶沟破土动工所修建的江南铁路京芜段（芜湖站至南京中华门站）。
- 1932年，国民政府建设委员会委员长张静江发起芜乍轻便铁道有限公司，并准备建设芜湖至浙江嘉兴的乍浦镇的铁路。
- 1932年7月30日，张静江、杜月笙、张啸林等三十余人在浙江莫干山菜根香旅馆召开发起人大会，开始具体筹备工作，李煜瀛（石曾）在北平也积极响应。[1]当年10月改变计划准备成立商办江南铁路股份有限公司。
- 1933年4月19日，江南铁路股份有限公司在上海正式成立，并于同年6月27日经中华民国铁道部批准正式注册。该公司原定修筑芜湖到乍浦的铁路，但后来因为国民政府将乍浦规划为军事要塞区，芜乍铁路不能直达乍浦。
- 1934年2月23日，经铁道部批准，将线路改为京粤铁路，即由南京经芜湖、宣城和徽州，沿原京诏线到达广东境内。
- 1934年3月27日，该公司开始测量南京至芜湖段线路。
- 1934年8月5日进行线路征地。时称南京至芜湖段为“京芜铁路”。京芜段于1934年8月24日在芜湖陶沟(芜湖江边站)破土动工。1934年12月1日从芜湖江边站向北铺轨，并于1935年3月22日从芜湖江边站修筑至南京小行。
- 1935年4月19日本线路试运行，并接通至宣城的孙家埠站。
- 1935年5月15日从芜湖江边站始发的首班旅客列车正式停靠五贵里车站，本线自此正式开始商业运营。江南铁路通车初期，无信号机设备，用手信号接发列车；也没有任何连锁设备，各站站内安装带有标志的道岔转辙装置，并架设通信明线。京芜段通车后与1934年7月29日通车的芜宣段铁路（芜湖-宣城，该段线路后又向南延伸到孙家埠站，芜湖至孙家埠段全长80公里）贯通运营。因1937年的抗日战争爆发，该公司原本计划修建的京粤铁路并未修成全线。[2]。
- 1935年9月，江南铁路公司开始同京沪铁路局协商，一同建设中华门站至尧化门站的联络线，全长22.05千米，其中光华门— 中华门的6.66公里为江南铁路公司修筑，其余都是京沪铁路局修建；该段于1936年2月铺通，4月1日通车[2]；与贯穿南京市区的京市铁路在养虎巷接轨。
- 1937年10月1日，京沪路将尧化门至光华门段移交江南铁路公司管理。自此，南京尧化门至宣城孙家埠，全长197.05公里的江南铁路全线贯通，京芜段和芜宣段铁路合并改称江南铁路。初始线路标准低，全线采用15.882kg/m的轻便钢轨，后于1936年改为 25.424-27.24kg/m 的旧轨道。枕木主要从美国进口，后其使用澳洲木材和本国木材。本线路的道砟采用铜井站附近的采石场。本线路造价本公里3万元，为当时国内最低[2]。购买年龄50年的二手机车11辆，钢皮客车55辆，货车157辆。最大纵坡12‰，最小曲线半径300米，不设缓和曲线，行车速度35km/h，桥梁仅能通行小型机车限速10km/h，桥梁动载35吨[3]。
- 1936年3月15日，历经拆迁风波而一波三折的中华门站正式建成，江南铁路公司遂将五贵里临时简易车站撤销，旅客乘降全部改在中华门车站[4]。由于铁路运行周边都是丰饶的江南稻米产区。所以，江南铁路公司对于购买四等车票的沿线农民所担粮食，一律免收其中一担的货票。
- 1937年8月，抗战爆发后，经铁道部运输司令部指示，江南铁路南京段11.5公里路段（沧波门至中华门段）全部拆除，站舍，道岔，电信通信设施等等一并拆毁以免资敌。中和桥也被拆毁。仅存中华门站和养虎巷的京市铁路接轨处。抗战沦陷期间，在中华门站至芜湖江边站的92公里路段，勉强维持局部通车[4]。
- 1937年12月9日，江南铁路公司撤离芜湖，1938年1月，在湖南湘潭设立通讯处，4月迁到长沙，7月再迁到广西桂林。
- 1938年，日军铁道队修复该铁路。
- 1939年4月归属华中铁道株式会社，下关站至芜湖改称南宁线，铺37.4kg/m钢轨[3]。桥梁全部采用木桩上架设钢梁的方式[2]。线路病害极多，机车车辆运行速度很慢，经常出现各类运输安全事故。同年，设江南铁路电话所。
- 1942年，日军设立铁路通信电话线2条，电报线1条。
- 1945年8月15日，抗战胜利后，江南铁路公司的员工复员，并接管了本线；
- 1945年11月1日，江南铁路公司在中华门成立办事处开始办公，周贤颂任代总经理，交通部委派周有庵为副总经理协办。本公司对线路和站场设施进行一系列的维修和整治。
- 1945年11月，中华门站至芜湖县湾沚站恢复运输[5]。
- 1946年1月，中华民国政府主席蒋中正训令交通部拆除江南铁路用于抢修津浦铁路。
- 1948年1月，江南铁路公司向银行贷款80万美元，从美国购进34公斤/码的钢轨7000吨及附属配件，和10辆钢皮客运车厢。
- 1948年8月27日将原路修复，9月1日恢复全线通车。1948年底至1949年初，公司高层相继出走，运营秩序混乱，公司将部分机车车辆经过京沪线和浙赣线向外疏散。临近解放军兵临南京城下之时，该公司已经濒于解体[2]。自1949年3月起，宁芜线马鞍山等站设有路签台、路票箱，采用单路签闭塞法，一些小站采用电话路票闭塞。
- 1949年4月23日，该线路被中国人民革命军事委员会铁道部南京铁路办事处接管，改称“宁芜铁路”。
- 1950年，开始全面整治病害，列车平均行驶时速由35公里提高到40公里。
- 1954年长江大洪水，江堤决口，冲毁路基3处，淹没40多公里，洪水高出轨顶1.8米。
- 1958年，复建中华门站至尧化门站的联络线，年末通车，同时拆除与京市铁路的联络线。
- 1960年，把单路签闭塞或电话闭塞改为特列格拉式电气路签机，1976年改为64D型继电半自动闭塞，8505色灯电锁器电路[3]。
- 1952年，芜湖增设电报所，1960年马鞍山、铜陵开始采用音响电报机进行铁路通讯。
- 1954年年中，上海铁路管理局对宁芜线正线部分进行逐段大修，其工作内容为线路的逐段技术改造工程以提高列车运营的速度和线路的基础等级，尤其是提高部分容易遭受到水淹的区段的石砟路基的高度。在此次线路整修中，工务段将部分地区的线路的道床加厚到0.35米以上，同时削掉了部分比较陡的线路坡度；在苏皖交界处的铜井站和慈湖站之间的线路坡度由13.8‰削至11.6‰。同时，本线的正线部分的钢轨，逐步更换为P43型钢轨，提高了轨重和列车的运行速度[2]。

### 线路改造
自1959年11月至1960年12月，上海铁路局对本线进行了部分的线路技术改造。本线路的路基按长江历史上的最高水位来设计，提高了所有的水害地段的基础路基，扩大了江苏段部分水淹严重线路的堤坡，改造了江苏段的部分坡度。尤其是继续降低了铜井段的坡度，使之上行线坡度不高于11.6‰，下行线坡度不高于11.9‰。本线路各客运站的侧线长度从420米，延长至650米。同时，南京工务段还改建和迁移了铜井站，增建了新建站乘降所和建宁站线路所，新建中华门站的到发线及牵出线各一处 。技改后，在1960年冬季，本线每天图定通过的客货运列车达到32.5对，较之前增加了5对，运输能力有所提高。
芜铜段铁路于1971年3月24日全线建成通车，1977年全线投入运营。1971年，芜铜线的铜陵段成立电话所，并安装了C－1200型100门共电总机进行有线通信作业。1971年12月份，上海铁路局南京桥工段完成了对宁芜线在南京东站区间的安全线和货物列车侧线的更改平移工程，全线最大坡度降至10.7‰。在1972年后，南京桥工段又将正线P43型钢轨全部换成P50型重轨，同时在一部分运输繁忙的路段，加密了枕木，并在马钢和梅钢专用线重载货物列车出入频繁的区段，铺设了一部分钢筋混凝土的轨道枕，以提高线路的重载通过能力；经过此番改造，本线的最高运行时速已经可以达到60至90公里。
1987年底前，宁铜和皖赣等线均进行了换轨大修，并对路基病害进行了整治；芜湖机务段有42台机车安装了机车信号，所有车站都安装了接近连续式移频机车信号。1987年，宁芜线达到国家I级干线标准，在不同运行区段内，列车最高运行速度分别达到90、80和65 KM/H 。
1994年5月，上海铁路局南京桥工段对宁芜线实施技术改造，更换了提速道岔，并对铜井至慈湖区段的坡度再次实施降坡作业，同时降低了铜井站内的线路坡度；并对水害严重的中华门至西善桥段的石砟路基进行了增高作业。经过此番改造，列车在本线的最高运行时速可以达到90公里。
1995年，上海铁路局南京桥工段开始对宁芜线进行技改扩能，该工程历时四年完成。从1995年开始，宁芜线的干线主力牵引机车全部改为内燃机车，一律取消蒸汽机车作为干线客货运列车牵引的本务机车，而仅作为部分车站内部的调车机车，站间小运转机车和沿途工矿企业专用线的牵引机车进行使用。字1995年年底开始，本线的行车信号设备进行了更新改造，均开始使用6502电气集中闭塞系统，其中塔桥站、芜湖东Ⅲ场、芜湖南站为微机联锁站。1997年6月起，由于芜湖长江大桥的建设需要，上海铁路局芜湖桥工段对芜湖东站实施改造，增建了塔桥站至化鱼山站的复线，上行线为29.192公里，下行线为27.703公里；线路等级为Ⅱ级，铺设P60重型钢轨和砼枕轨枕。并扩建了芜湖东站。
2000年3月，上海铁路局南京桥工段，开始对宁芜线逐段实施无缝线路改造。经过紧张施工，该年9月完成了南京东站客货运线路分界口至中华门站的无缝化改造。次年6月前，完成了芜湖东站至毛耳山站的线路无缝化改造，同时对芜湖东站（淮南线部分）至芜湖站已有的无缝化复线正线进行了重型钢轨更换作业。2002年4月开始，芜湖桥工段和南京桥工段同步进行中华门站至慈湖站，以及慈湖站至毛耳山站之间的线路无缝化改造作业，并于该年10月底前完成。至此，宁芜线全线完成线路无缝化改造工程。经过改造后，列车运行速度客车为105公里/小时，货车为80公里/小时。
2003年4月起，上海铁路局芜湖桥工段对芜宣铁路进行复线工程改造；同时，宁芜铁路的芜湖站至芜湖南站区段，也改建成了复线铁路。由于芜湖市区部分的复线增建涉及到的沿途房屋等拆迁难度很大，所以增建的线路沿东侧外绕并另选新线位进行建设，并在市中心区段采用了高架桥的形式，避免了对城市肌理和功能结构的切割。该工程于2005年6月12日，竣工验收通车。2009年7月，由于马鞍山唐河电厂的专用线需要，上海铁路局芜湖桥工段增建了塔桥站至毛耳山站的复线铁路。
2009年9月16日，作为宁安城际铁路建设的重要组成部分，宁安铁路公司对宁芜铁路芜湖市区段进行了改线工程，工程名为：宁安城际铁路改造之宁芜铁路芜湖市区还建线。本线路原先穿越芜湖市区，经康复路进入芜湖站的市区既有上行线，拆除后并迁移改造成与2003年的新增下行线相平行的线路，并增建平行于该线路的高架铁路桥。2010年6月23日，该还建线的重要控制工程，芜湖青弋江铁路大桥的桥梁架拱完成。同年10月，宁芜线跨弋江北路高架桥建设完成。2011年3月28日下午1点，下行线实现通车，3月30日中午11：40 上行线实现通车。2011年3月30日，宁芜铁路还建线——新青弋江铁路大桥实现双向通车。本桥位于旧宁芜铁路的下行线铁桥的下游的15米处，本桥的长度（含引桥）为2265m，其中主桥227米，正线铁路的中心间距为四米，设计通过的最高时速为120公里/小时，为2×88米的双系杆拱桥，大桥上有双股铁轨，设计时速120公里，桥体高度满足芜申运河的航行净空需要。新大桥旁的原有旧铁路桥与砻坊路老铁路桥在5月份被全部拆除。原市区段线路和砻坊路老铁路桥被拆除后，原线位和桥位用于新建宁安城际铁路高架桥。从此，宁芜线上的普速客货运列车将绕道至火龙岗，主城区内的铁路平交道口全部消失，黄山路、康复路、利民路等处的铁道口将不再通行火车，彻底告别铁路平交道口困扰芜湖道路交通发展的历史。

### 扩能改造
- 2018年6月4日，根据中国铁路总公司和南京市交通建设委员会的“宁芜线改建和江宁镇货场新建会议”后的协商备忘录协议：计划2019年左右，对现有的宁芜铁路城区段（沧波门至古雄段）实施改线和复线电气化改造。新线路将从沧波门沿仙宁线并行至南京南站东北侧，从双龙大道东侧入地，以隧道形式从南京南站的北广场、秦淮河地下穿过，在江宁区郭家山和定坊村附近出隧道到地上铺设。之后沿南京南动车运用所东侧围墙外南行后，在牛首大道(X033)西侧大荆村出隧道在地面铺设，与京沪高速铁路并行并上跨南京绕城高速公路（G2501）东侧，接既有硫铁矿专用线，以既有小半径线路引入古雄站。而既有市区段线路将被废除，这段长达21.9公里的铁路将交由南京市政府处置，原有的铁路需要拆除，并在原有线路地基上扩建成复线并进行电气化改造，重新铺设地铁铁路线路以及附属设备，改建为南京地铁8号线，此做法也类似于上海地铁3号线的改建方式[14]。
- 2021年12月8日，宁芜铁路扩能改造工程开工动员会在南京南站广场举行，计划工期4.5年，预计2026年完工。[15]
- 2022年9月1日，生态环境部批复了宁芜铁路扩能改造工程环境影响报告书。[16]11月30日，宁芜铁路扩能改造工程全面开工建设。[17]
- 2024年5月，宁芜号盾构机在长沙完成工厂制造下线。该盾构机于同年8月3日在南京南隧道东端工作面下井。该盾构机的开挖直径为9.33m,共配备238把刀具，齐总镶齿滚到42把，中心双联滚刀6把。目前，中铁上海局取消了宁芜铁路复线改造计划，仅仅做铁路电气化改造和部分桥梁区段改造。南京南隧道为单洞单线电气化铁路隧道，全长14.442km，其中需要盾构掘进的区段长度为2.4km，其余隧道段皆为矿山法或明挖法开挖[18]。
- 2024年10月14日，根据中铁电气化局报道，塔桥站开始电气化接触网施工。首根接触网支柱开始吊装到位[19]。
- 2024年10月15日，宁芜铁路塔桥站物流基地扩建完成，成为宁芜铁路改造过程中第一个完成的工程项目[20]。
- 2024年11月27日，宁芜号盾构机已经掘进至136环，已开掘长度为245m。该盾构自8月初从雨花台梅香路工作井始发后，已经穿越了农花河河道，未来依次将下穿南京机场高速公路，秦淮新河，韩府山京沪高铁，沪汉蓉高铁以及宁安高铁隧道，上跨南京地铁S1号线，并与南京地铁S3号线并行，终于韩府山已预留的铁路隧道[21]。

## 运营状态
- 货运：宁铜铁路是华东第二通道最重要的一部分，主要承担煤炭、矿石、建材等大宗货物运输，服务于沿线工业企业。随着宁安客运专线的建成，货运能力得到极大释放[22]。
- 客运：目前宁铜铁路客运列车较少，主要开行普速列车（如K、T字头），部分车次由南京站、芜湖站始发，连接铜陵、池州等地。由于线路等级较低（单线非电气化），运行速度较慢，客运竞争力相对较弱[23]。

## 使用車輛

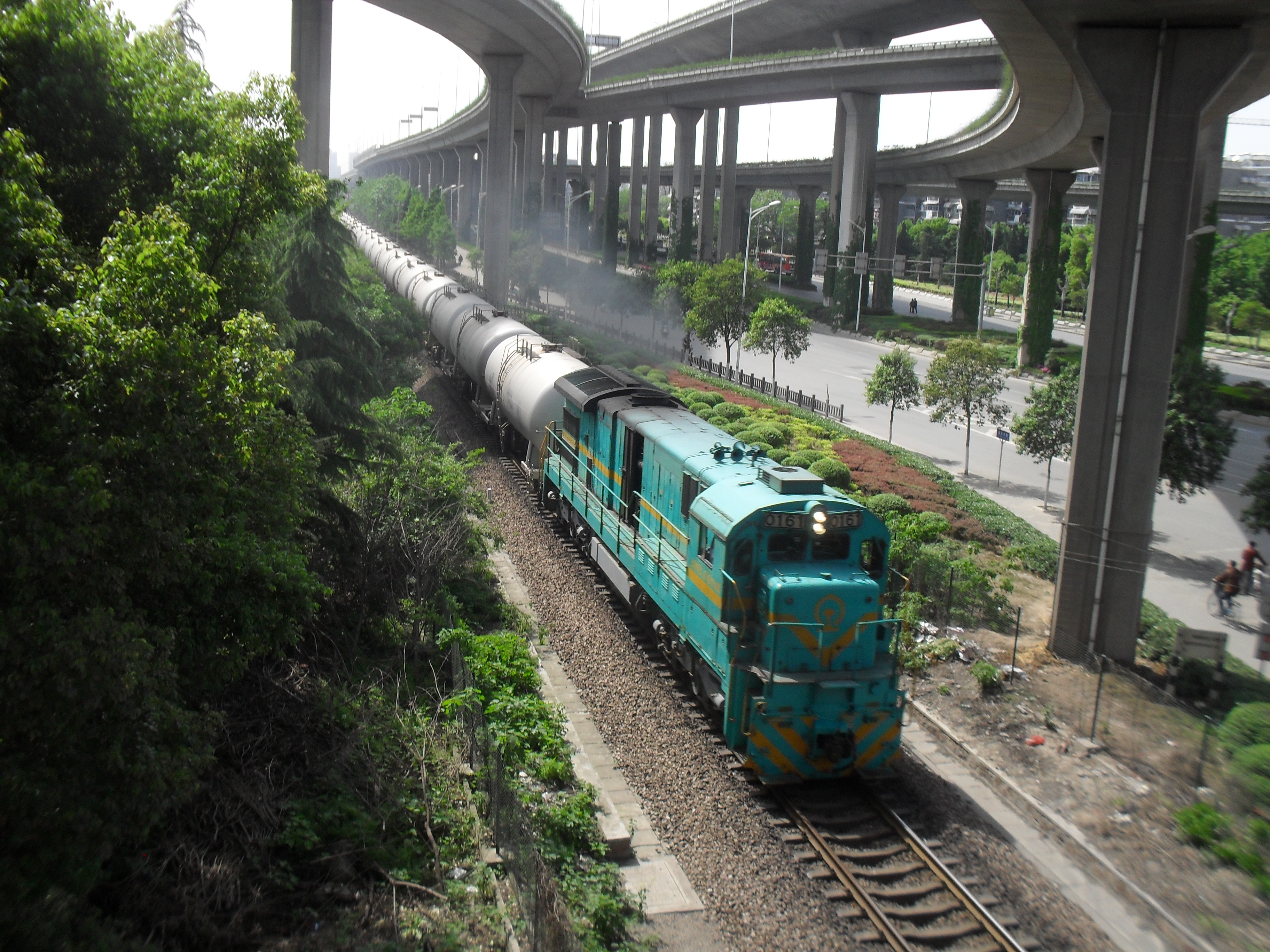
曾经于该线路常态运营的ND5型柴油机车，现已退出运营

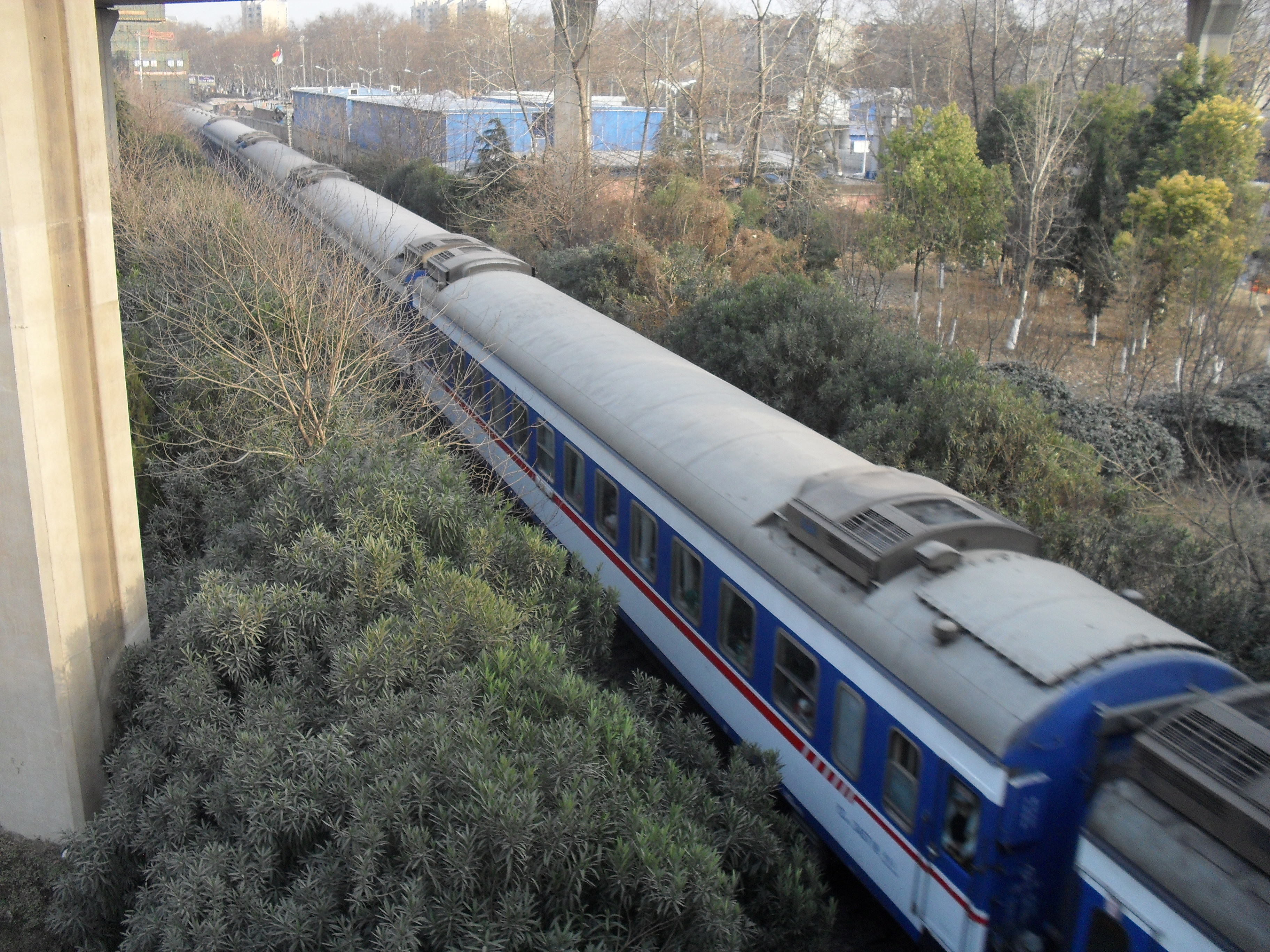
运营该线路的25K

### 货运
- 由于宁芜铁路部分区段已完成电气化改造，部分货运列车采用HXD3、HXD1B等大功率电力机车牵引，提高运输效率。
- 在非电气化区段，仍主要使用东风系列内燃机车牵引货运列车，如HXN5、DF8B等。
- 货车车型：主要使用C70、P70等通用敞车、棚车，以及专用煤炭运输车、矿石车等，适应大宗货物运输需求。

### 客运
- 普速客运列车主要采用25G型、25K型空调车厢，由DF4D、DF11等内燃机车牵引，25B型等非空调客车仅在节假日运营，由DF4B牵引。

## 车站列表
| 站名     | 里程    | 连接路线・参考                                                | 所在地 | 所在地   | 所在地   |
| -------- | ------- | ------------------------------------------------------------- | ------ | -------- | -------- |
| 南京西站 |         | █ 南京地铁5号线                                               | 江苏省 | 南京市   | 鼓楼区   |
| 南京站   |         | █ 南京地铁1号线 █ 南京地铁3号线 █ 南京地铁9号线               | 江苏省 | 南京市   | 玄武区   |
| 兴卫村站 |         |                                                               | 江苏省 | 南京市   | 栖霞区   |
| 紫金山站 | 3.941   |                                                               | 江苏省 | 南京市   | 玄武区   |
| 沧波门站 | 11.180  |                                                               | 江苏省 | 南京市   | 玄武区   |
| 光华门站 | 16.180  | █ 南京地铁5号线                                               | 江苏省 | 南京市   | 秦淮区   |
| 中华门站 | 22.414  | █ 南京地铁1号线 █ 南京地铁8号线                               | 江苏省 | 南京市   | 雨花台区 |
| 西善桥站 | 29.424  | █ 南京地铁2号线 █ 南京地铁S3号线                              | 江苏省 | 南京市   | 雨花台区 |
| 建宁站   | 33.264  | █ 南京地铁7号线 █ 南京地铁S2号线                              | 江苏省 | 南京市   | 雨花台区 |
| 古雄站   | 37.922  | 南京铁矿公司支线                                              | 江苏省 | 南京市   | 雨花台区 |
| 新建站   |         |                                                               | 江苏省 | 南京市   | 雨花台区 |
| 江宁镇站 | 46.095  |                                                               | 江苏省 | 南京市   | 江宁区   |
| 铜井站   | 54.300  |                                                               | 江苏省 | 南京市   | 江宁区   |
| 安江站   | 60.400  |                                                               | 安徽省 | 马鞍山市 | 花山区   |
| 慈湖站   | 63.161  |                                                               | 安徽省 | 马鞍山市 | 花山区   |
| 马鞍山站 | 66.764  |                                                               | 安徽省 | 马鞍山市 | 花山区   |
| 采石站   | 73.463  |                                                               | 安徽省 | 马鞍山市 | 雨山区   |
| 黄梅山站 | 79.315  |                                                               | 安徽省 | 马鞍山市 | 雨山区   |
| 当涂站   | 84.600  |                                                               | 安徽省 | 马鞍山市 | 当涂县   |
| 毛耳山站 | 92.490  |                                                               | 安徽省 | 马鞍山市 | 当涂县   |
| 塔桥站   | 96.680  |                                                               | 安徽省 | 芜湖市   | 鸠江区   |
| 芜湖东站 | 102.119 |                                                               | 安徽省 | 芜湖市   | 鸠江区   |
| 湾里站   | 105.428 |                                                               | 安徽省 | 芜湖市   | 鸠江区   |
| 化鱼山站 | 109.066 |                                                               | 安徽省 | 芜湖市   | 鸠江区   |
| 芜湖站   | 113.399 | 淮南铁路 皖赣铁路 宁安客运专线 合杭高速铁路 芜湖轨道交通2号线 | 安徽省 | 芜湖市   | 镜湖区   |
| 火龙岗站 |         | 皖赣铁路                                                      | 安徽省 | 芜湖市   | 弋江区   |
| 八里湾站 |         |                                                               | 安徽省 | 芜湖市   | 弋江区   |
| 石硊镇站 |         |                                                               | 安徽省 | 芜湖市   | 弋江区   |
| 峨桥站   |         |                                                               | 安徽省 | 芜湖市   | 弋江区   |
| 繁昌站   |         |                                                               | 安徽省 | 芜湖市   | 繁昌区   |
| 繁昌北站 | 153     |                                                               | 安徽省 | 芜湖市   | 繁昌区   |
| 枫香墩站 |         |                                                               | 安徽省 | 芜湖市   | 繁昌区   |
| 钟鸣站   |         | 庐铜铁路                                                      | 安徽省 | 铜陵市   | 义安区   |
| 顺安站   |         |                                                               | 安徽省 | 铜陵市   | 义安区   |
| 狮子山站 |         | 铜九铁路                                                      | 安徽省 | 铜陵市   | 铜官区   |
| 立新站   |         |                                                               | 安徽省 | 铜陵市   | 铜官区   |
| 铜陵西站 | 196     |                                                               | 安徽省 | 铜陵市   | 铜官区   |

## 事故
1936年1月7日，一列南京开往芜湖的货运列车在安徽馬鞍山市的采石站附近出轨，倾覆货车车厢两节，导致当时京芜铁路交通一度中断。
2016年7月3日，由于六月底至七月初江南地区梅雨季节连续强降雨影响，内河湖泊水位暴涨，宁芜线上慈湖和马鞍山区间的慈湖河桥钢梁被淹，所有从芜湖经马鞍山、南京方向的普速列车均无法正常通行。此时的慈湖河铁路桥有被洪水冲垮的危险。为防止线路中断，上海铁路局临时调用装满货物的货车（敞车C65）车底，经机车牵引并停留在慈湖河大桥上，作为载重物压住桥梁与桥墩连接处，以防止该桥被洪水完全冲垮；因水害涉及停运、折返的客运列车数达27列。有5293名铁路旅客在芜湖站，通过上海铁路局开行的宁安城际铁路的热备动车组，陆续接受转运前往马鞍山东站、南京南站的方向。有6000多名铁路旅客因为线路中断，而被迫在芜湖站改签车票或退票，部分经由宁铜线北上的列车改由淮南线、水蚌线迂回运行。从南京站南下的列车则经由京沪线、沪昆线绕行，中途不办理客运业务。7月10日17：50分，压桥货车离开，线路陆续恢复正常。
2020年夏季，由于六月初至七月初长江流域梅雨季节持续一个月的连续强降雨影响，当涂县的长江支流姑溪河水位暴涨。2020年7月9日姑溪河大桥的水位超过梁底标高。芜湖工务段申请铁路上海局使用重载压梁防护并封锁线路。当日18：08，和谐5型内燃机车HXN50273号（双司机室标准型）牵引的第一列编挂66节敞车的重载列车（车型C70，满载煤炭，总重5000t）开上姑溪河大桥压梁，晚间水位回落后驶离。7月10日水位再次回升后，第二列重载列车开上姑溪河大桥压梁，夜间水位回落后驶离，大桥暂时恢复通行。
7月11日凌晨姑溪河水位再次上涨，淹没桥面路过，超过1954年以来最高水位且持续多日，7月11日至13日有四趟列车相继驶入大桥压梁，部分经行宁芜铁路的客运列车因水害而迂回运行。